# Бабич Надія Денисівна
Наді́я Дени́сівна Ба́бич (29 грудня 1943, м. Чернівці — 12 квітня 2021, Чернівці) — українська мовознавиця, кандидат філологічних наук, професор з 1995 року. Членкиня Національної спілки журналістів України (НСЖУ).

## Життєпис
Закінчила 1966 року Чернівецький університет, працювала в ньому: старший лаборант, викладач кафедри, доцент, професор, завідувач кафедри історії та культури української мови (до 2002 р.).
Коло наукових інтересів — історія мови, стилістика, культура мовлення, фразеологія, лінгвопсихологія, соціолінгвістика, методика викладання мови і етичні та естетичні проблеми функціонування мови.
Упродовж майже 20 років, до 2017 року, вела передачу «Мова. Людина. Час» на радіо «Буковина».

## Нагороди
- Заслужений працівник освіти України (30 листопада 2013) — за значний особистий внесок у соціально-економічний, науково-технічний, культурно-освітній розвиток Української держави, вагомі трудові досягнення, багаторічну сумлінну працю[3]
- Орден княгині Ольги ІІІ ступеня (28 листопада 2007) — за значний особистий внесок у соціально-економічний, науково-технічний і культурний розвиток України, вагомі досягнення у трудовій діяльності, багаторічну сумлінну працю та з нагоди річниці підтвердження всеукраїнським референдумом 1 грудня 1991 року Акта проголошення незалежності України[4]
- Подяка президента України (3 жовтня 2000) — за вагомий особистий внесок у підготовку висококваліфікованих фахівців, багаторічну плідну науково-педагогічну діяльність[5]
- Нагрудний знак МОН України «Відмінник освіти»

## Праці
Автор численних праць:
- посібників для вищих навчальних закладів:
  - «Фразеологія української мови» (ч. 1—2, 1970 —71),
  - «Історія української літературної мови: Практикум» (1983),
  - «Основи культури мовлення» (1990),
  - «Історія української літературної мови: Практичний курс» (1993),
  - «Ділова українська мова» (1996, у співавторстві),
  - «Сила мовленого слова» (1996),
  - «Практична стилістика» (1997),
  - «Культура ділового мовлення» (1997, у співавт.),
  - «Лінгво-психологічні основи викладання і вивчення мови» (2000),
  - «Мова. Людина. Час» (2025);
- підручників української мови для середніх шкіл з румунською, угорською і польською мовами навчання (1997—2000);
- методичних рекомендацій з вивчення української мови в національних школах (1992, у співавт.).

Співавтор «Словника прізвищ жителів Чернівеччини» (2002).